# 吴俊升公馆旧址
吴俊升公馆旧址是奉系军阀将领、曾任黑龙江省督军兼省长的吴俊升在奉天市修建的官邸。该建筑位于沈阳市大东区，现为沈阳市第一批不可移动文物。除沈阳的公馆外，吴俊升在其重要管辖地洮南也建有规模宏大的公馆——吴大帅府。2013年6月17日，吴俊升公馆旧址被列为第四批沈阳市文物保护单位进行保护。

## 建筑特色
吴俊升公馆旧址坐北朝南，其建筑融合了西式楼房与中国传统四合院的风格。公馆四周曾建有高大的青砖围墙，并设有铁门。院落东侧设有一套独立的四合套院，其内外走廊的雕刻工艺在当时被认为是技艺精湛的代表。
公馆的主楼原计划修建为一座三层带地下室的楼房，但因故仅完成了一层。目前建筑所呈现的两层结构，是沈阳解放后加盖的。公馆门前曾铺设有柏油路，并放置有上马石。公馆大门以南曾是一座带有刷石垛铁栅围墙的大花园，园内建有毛石堆砌的假山与亭台，林木茂密。

## 历史沿革
该公馆是吴俊升在奉系军阀统治时期所建的官邸之一。吴俊升（1863年－1928年）是奉系军阀的重要人物，长期担任黑龙江省的军事及行政长官。1928年6月4日，他与张作霖同乘一列火车，在返回沈阳途中于皇姑屯事件中被日军炸死。
中华人民共和国成立后，吴俊升公馆旧址被用作中国共产党沈阳市大东区委员会的办公场所。在作为区委办公地点期间，该建筑群得到了一定的修缮与保护。

## 保护与现状
2005年，《沈阳市地上不可移动文物和地下文物保护条例》正式施行，吴俊升公馆旧址被列为“沈阳市第一批不可移动文物”进行保护。为进一步加强对历史建筑的保护与利用，2019年12月，沈阳市大东区政府宣布了一项历史文化资源“腾笼换鸟”计划。该计划提出，将在2021年完成包括吴俊升公馆在内的1.65万平方米文物及历史建筑的腾迁工作，将占用这些建筑的14家区属党政机关及企事业单位进行集中安置。此举旨在将包括吴俊升公馆旧址在内的历史建筑从办公用途中解放出来，以便进行更专业的保护与活化利用，并规划将其纳入“民国文化游”等精品旅游路线中。